# Centre-Europe (камуфляж)
Камуфляж Centre-Europe або камуфляж CCE (фр. Camouflage Centre-Europe, CCE, дослівно — камуфляж Центральна-Європа) — деформаційний військовий камуфляж збройних сил Франції, що був затверджений в 1991 і прийнятий на озброєння в 1994 році. У 2024 році його має замінити новий камуфляж BME (фр. Bariolage multi-environment), розроблений на основі шаблону MultiCam.
Крім військових одностроїв, камуфляж Centre-Europe також використовується для транспортних засобів французької армії. В цій частині його з 2020 року замінює камуфляж BTF (фр. Brun Terre de France), призначений для автомобілів нового покоління.

## Історія

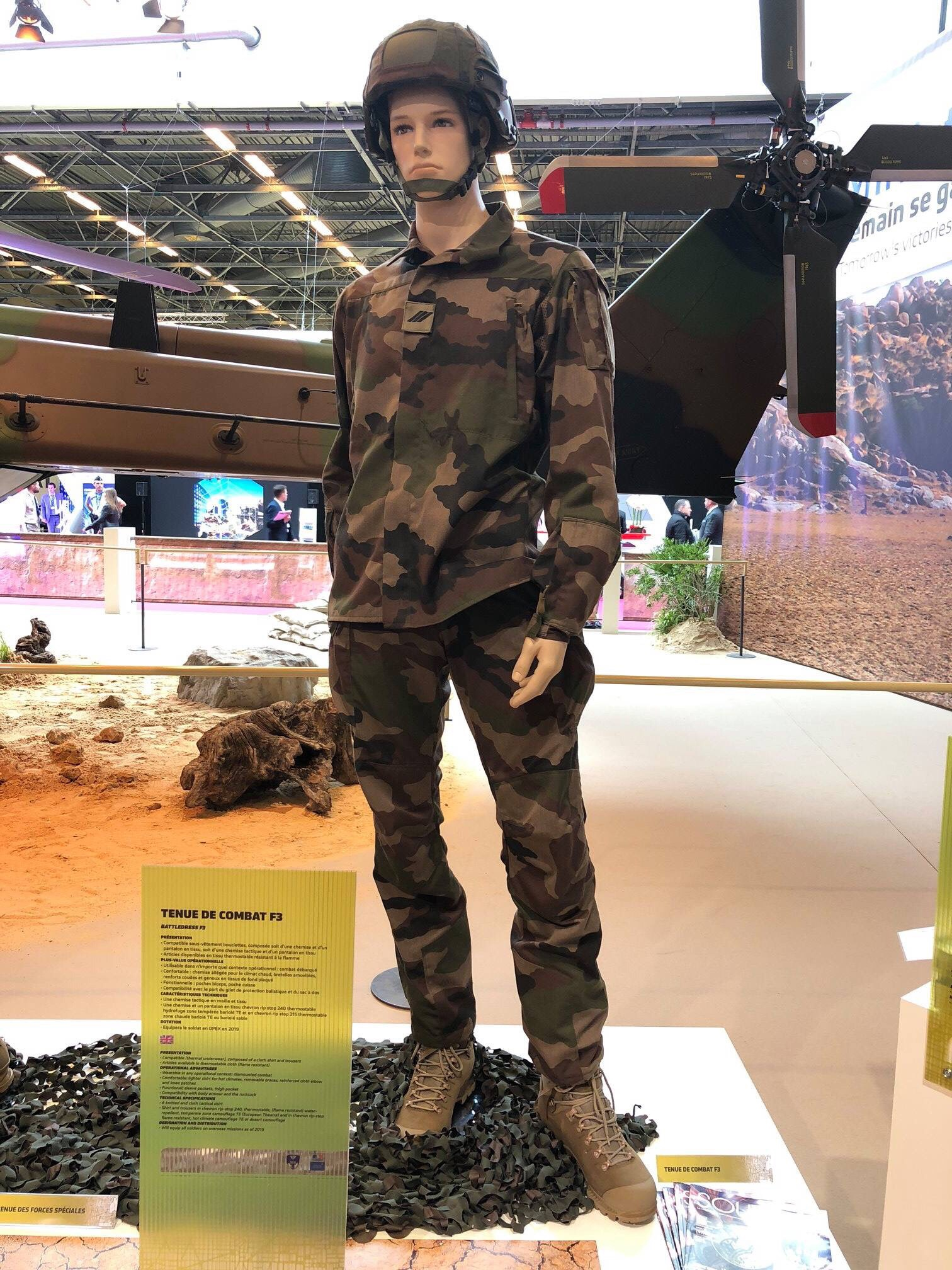
Однострій французької армії Tenue De Combat F3 з камуфляжем CCE.

Камуфляж Centre-Europe (CCE) був представлений у 1991 році як заміна типового армійського однотонного камуфляжу кольору хакі F2 та багатоколірного камуфляжу парашутистів TAP 47 «Lizard», які до того використовувались французькими військовими.
4-кольоровий візерунок камуфляжу Centre-Europe складався із горизонтально розташованих нерегулярних плям чорного, коричневого, зеленого та пісочного кольорів, оптимізованих для маскування та деформації силуетів солдат у середовищі типу центральноєвропейського лісу.
Лише в 1994 році новий камуфляж був прийнятий на озброєння французької армії.
У 2018 році було укладено контракт на 50 мільйонів євро на виготовлення нових бойових одностроїв з камуфляжем CCE.
Два варіанти камуфляжів Centre-Europe використовуються у французькій військовій формі, яка складається з одностроїв T3 та T4. У 2019 році однострої Tenue Combat F3 з камуфляжем Centre-Europe було оголошено стандартною уніформою для французької армії.
У 2024 році камуфляж Centre-Europe має бути замінено на новий камуфляж BME, розроблений на основі візерунка MultiCam.

## Дизайн

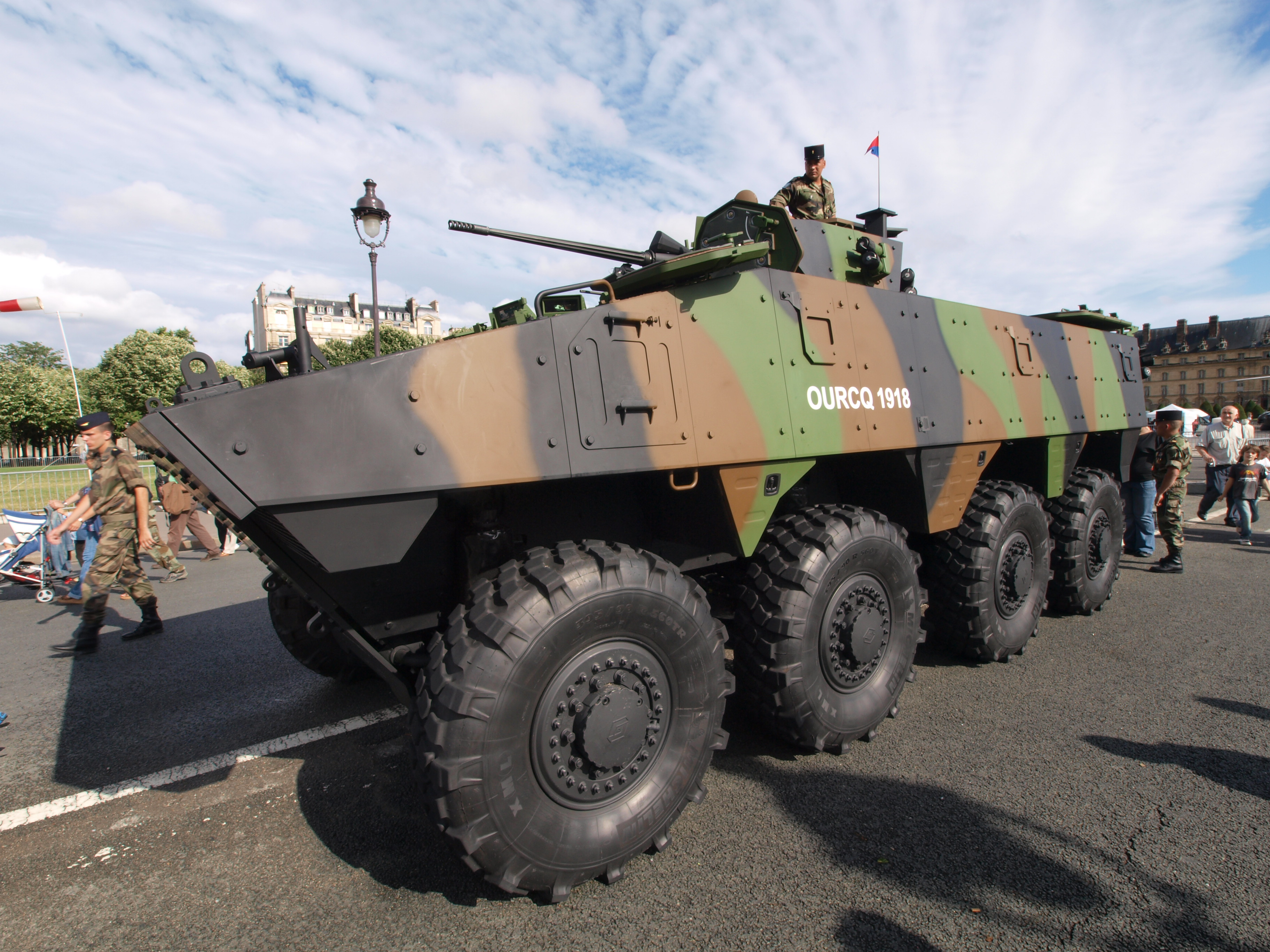
Броньована французька бойова машина піхоти (VBCI) з камуфляжем CCE

Вважається, що колірна гама камуфляжу Centre-Europe переважно базувалась на кольорі літньої листви лісу Фонтенбло. Дизайн складається з чорних «гілок» і великих горизонтальних плям зеленого та бежевого кольорів на темно-коричневому фоні, натхненний візерунком американського камуфляжу Woodland.

## Пустельна версія
Одночасно з розробкою та впровадженням «лісового» камуфляжу Centre-Europe, призначеного для помірного клімату, французькою армією була розроблена та впроваджена його «пустельна» версія — камуфляж Daguet.

## Користувачі

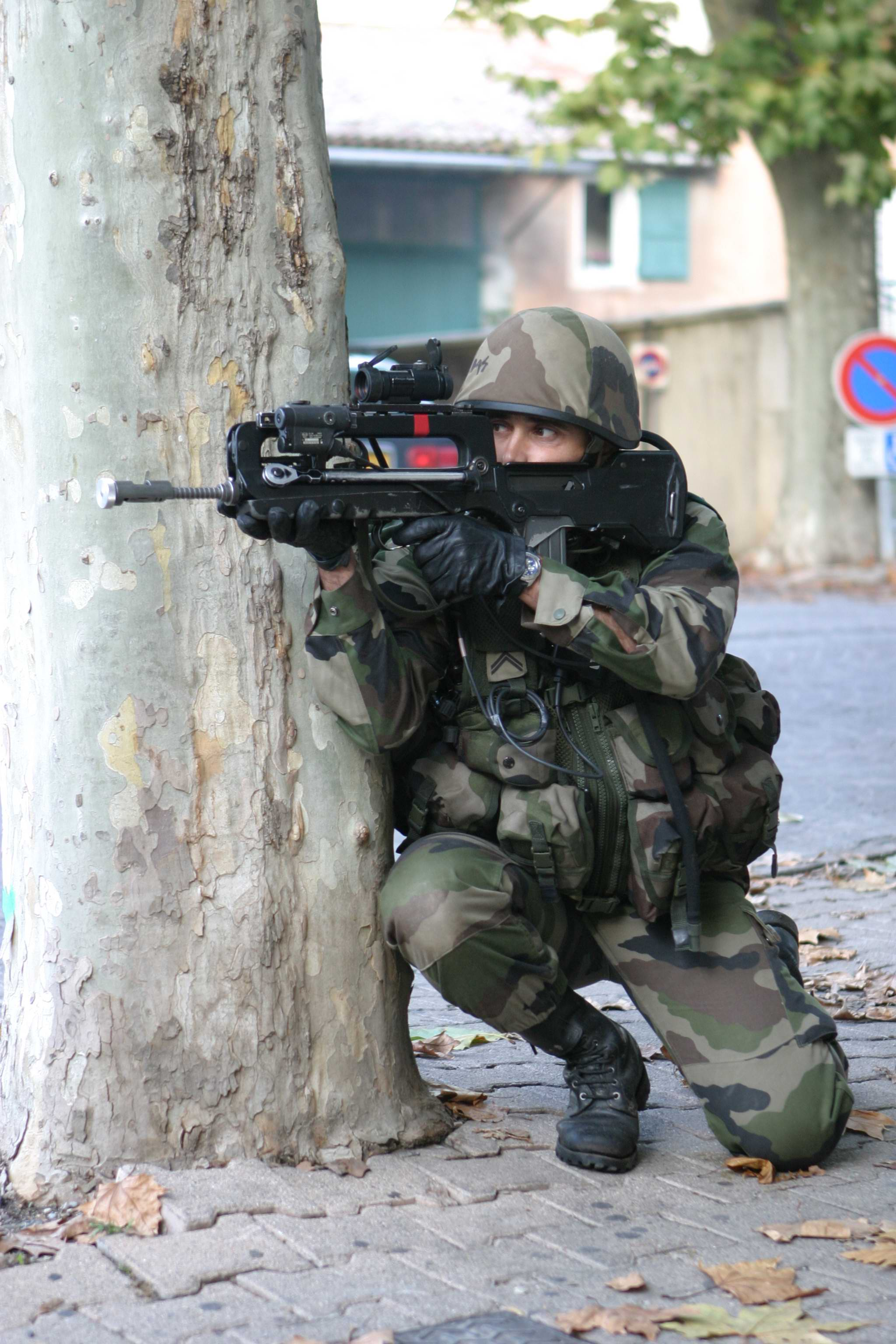
Французький військовий в однострої з камуфляжем CCE

- Австрія: однострої з камуфляжем ССЕ використовувались австрійськими підрозділами Сил стабілізації в Боснії та Герцеговині у 2004 році[10][8].
- Кабо-Верде: використовується Національною гвардією Кабо-Верде[11].
- Центральноафриканська Республіка: варіації камуфляжу CCE використовуються підрозділами збройних сил ЦАР[11].
- Коморські острови: варіації камуфляжу CCE використовуються підрозділами збройних сил Коморських островів[11].
- Франція: представлений французькими військовими в 1991 р.[11], впроваджений до використання лише в 1994 році[10].
- Індія: шаблон камуфляжу на основі CCE, що має офіційну назву PC-DPM використовується індійською армією з 2006 року. З 2022 року замінюється на новий цифровий візерунок від NIFT[12].
- Катар: використовується катарськими підрозділами, розгорнутими в Лівані у 2006 році[11].
- Україна: використовується Збройними силами України та Полком Кастуся Калиновського.
- Об'єднані Арабські Емірати: підрозділи ОАЕ носили однострої з камуфляжем CCE під час миротворчих операцій в Косово[11].